# والتر إرنست بوش
والتر إرنست بوش (بالإنجليزية: Walter Ernest Bush)‏ هو مهندس مدني ومهندس نيوزيلندي، ولد في 8 سبتمبر 1875 في كينغستون ‏ في المملكة المتحدة، وتوفي في 29 يناير 1950.